# Suburbia (film)
Pour les articles homonymes, voir Suburbia.
Pour plus de détails, voir Fiche technique et Distribution.
Suburbia est un film américain réalisé par Penelope Spheeris, sorti en 1984. Le titre évoque une périphérie pavillonnaire américaine, ici décrite pauvre, ennuyeuse et délabrée. En français, le film a été réintitulé Les Loubards.

## Synopsis
Dans une banlieue pavillonnaire américaine, un fugueur d'une quinzaine d'années rencontre une bande de punks qui squattent une vieille maison, échappant ainsi à une vie de famille franchement malsaine ou à un ennui profond. Pendant ce temps là, dans les rues, des hordes de chiens errants agressent les passants. Une milice citoyenne s'organise…

## Fiche technique
- Titre : Suburbia
- Réalisation : Penelope Spheeris
- Scénario : Penelope Spheeris
- Production : Bert L. Dragin, Roger Corman
- Musique : Alex Gibson
- Photographie : Tim Suhrstedt (en)
- Montage : Ross Albert et Michael Oleksinski
- Pays d'origine : États-Unis
- Format : Couleurs - 1,85:1 - Mono
- Genre : Thriller
- Durée : 94 minutes
- Date de sortie : 1984

## Distribution
- Chris Pedersen (VF : Marc François) : Jack Diddley
- Bill Coyne (VF : Thierry Ragueneau) : Evan Johnson
- Jennifer Clay : Sheila
- Timothy O'Brien (VF : Bernard Métraux) : Skinner
- Wade Walston (VF : Michel Mella) : Joe Schmo
- Flea : Razzle